# Estonie aux Jeux olympiques d'hiver de 1998
L'Estonie a participé aux Jeux olympiques d'hiver de 1998 à Nagano au Japon. Pour sa cinquième participation à des Jeux d'hiver, elle était représentée par 20 athlètes et ne remporta aucune médaille.

## Biathlon
Hommes
| Athlète                                                    | Compétition      | Temps | Pénalités | rang |
| ---------------------------------------------------------- | ---------------- | ----- | --------- | ---- |
| Dimitri Borovik                                            | 10 km sprint     |       |           | 18e  |
| Dimitri Borovik                                            | 20 km individuel |       |           | 31e  |
| Janno Prants                                               | 10 km sprint     |       |           | 18e  |
| Janno Prants                                               | 20 km individuel |       |           | 43e  |
| Indrek Tobreluts                                           | 10 km sprint     |       |           | 36e  |
| Kalju Ojaste                                               | 20 km individuel |       |           | 44e  |
| Janno Prants Indrek Tobreluts Dimitri Borovik Kalju Ojaste | 4x7,5 km relais  |       |           | 13e  |

## Combiné nordique
Hommes
| Athlète                                                  | Compétition | rang |
| -------------------------------------------------------- | ----------- | ---- |
| Jens Salumäe                                             | Individuel  | 39e  |
| Magnar Freimuth                                          | Individuel  | 33e  |
| Tambet Pikkor                                            | Individuel  | 44e  |
| Jens Salumäe Magnar Freimuth Tambet Pikkor Ago Markvardt | Equipe      | 11e  |

## Luge
| Athlète       | Compétition       | rang |
| ------------- | ----------------- | ---- |
| Andrus Paul   | Individuel Hommes | DSQ  |
| Helen Novikov | Individuel Femmes | 20e  |

## Patinage artistique
| Athlète        | Compétition | rang |
| -------------- | ----------- | ---- |
| Margus Hernits | Hommes      | 20e  |

## Ski de fond
Hommes
| Athlète                                        | Compétition                            | Temps | rang |
| ---------------------------------------------- | -------------------------------------- | ----- | ---- |
| Andrus Veerpalu                                | 10 km classique                        |       | 8e   |
| Andrus Veerpalu                                | 30 km classique                        |       | 19e  |
| Andrus Veerpalu                                | 10km classique + 15 km libre poursuite | DNF   | -    |
| Meelis Aasmäe                                  | 30 km classique                        |       | 52e  |
| Meelis Aasmäe                                  | 50 km libre                            | DNF   |      |
| Jaak Mae                                       | 10 km classique                        |       | 6e   |
| Jaak Mae                                       | 30 km classique                        |       | 11e  |
| Jaak Mae                                       | 10km classique + 15 km libre poursuite |       | 58e  |
| Elmo Kassin                                    | 10 km classique                        |       | 35e  |
| Elmo Kassin                                    | 10km classique + 15 km libre poursuite |       | 43e  |
| Raul Olle                                      | 10 km classique                        |       | 37e  |
| Raul Olle                                      | 30 km classique                        |       | 17e  |
| Raul Olle                                      | 10km classique + 15 km libre poursuite | DNF   | -    |
| Andrus Veerpalu Jaak Mae Elmo Kassin Raul Olle | 4x10 km relais                         |       | 10e  |

Femmes
| Athlète         | Compétition                            | Temps | rang |
| --------------- | -------------------------------------- | ----- | ---- |
| Katrin Šmigun   | 15 km classique                        |       | 13e  |
| Katrin Šmigun   | 5 km classique                         |       | 20e  |
| Katrin Šmigun   | 5 km classique + 10 km libre poursuite |       | 15e  |
| Kristina Šmigun | 30 km libre                            |       | 46e  |
| Cristel Vahtra  | 15 km classique                        |       | 46e  |
| Cristel Vahtra  | 5 km classique                         |       | 53e  |
| Cristel Vahtra  | 5 km classique + 10 km libre poursuite |       | 50e  |
| Cristel Vahtra  | 30 km libre                            |       | 29e  |
| Õnne Kurg       | 15 km classique                        |       | 40e  |
| Õnne Kurg       | 5 km classique                         |       | 73e  |
| Õnne Kurg       | 5 km classique + 10 km libre poursuite |       | 61e  |
| Õnne Kurg       | 30 km libre                            |       | 48e  |